# Love Takes Time
«Love Takes Time» es una canción grabada, escrita e interpretada por la cantautora estadounidense Mariah Carey, escrita por la propia Mariah Carey y Ben Margulies, y producida por Walter Afanasieff para su álbum debut homónimo de estudio Mariah Carey (1990). Se publicó como segundo sencillo en julio de 1990 en Estados Unidos. Fue la primera balada con influencia adulto contemporánea de la cantante publicada como sencillo y su protagonista afirma que las relaciones no son fáciles, ya que es necesario emplear tiempo en el amor. Se convirtió en el segundo sencillo número uno de Mariah Carey en Estados Unidos y en Canadá, aunque el éxito en el resto del mundo fue moderado.

## Lanzamiento comercial y recepción
"Love Takes Time" fue otro gran éxito en Estados Unidos y al igual que su sencillo debut "Vision of Love" este también llegó al número uno en el Billboard Hot 100.
Se mantuvo durante tres semanas en la cima a partir del 10 de noviembre hasta el 24 de noviembre de 1990. Permaneció por diecisiete semanas en el top 40 y fue certificado de oro por la RIAA. Encabezó todas las demás listas en que la canción era compatible (incluyendo el Hot R & B / Hip-Hop Singles & Tracks y la lista adulto contemporánea). Debido a su enorme éxito apareció por dos años en la lista Hot 100 de fin de año de los sencillos más vendidos durante el año, 75 en 1990 y 69 en 1991.
Sin embargo no era tan exitoso en los otros mercados fuera de Estados Unidos excepto en Canadá donde encabezó la lista de sencillos durante una semana y en Filipinas donde se convirtió en su segundo sencillo número uno. En el resto del mundo no tenía mucho impacto, alcanzando el top 20 en Australia y top 40 en el Reino Unido.

## Vídeo musical
El videoclip fue dirigido por Jeb Bien y Walter Maser y en él se puede ver a Carey caminando en la playa después de ver a un hombre caminando lejos con un equipaje. El vídeo se filmó en blanco y negro.

## Presentaciones en vivo
"Love Takes Time" fue interpretado en diversos programas de televisión tanto en Estados Unidos como en Europa durante 1990.
En Estados Unidos fue interpretado en The Tonight Show with Johnny Carson, It's Showtime at The Apollo y The Arsenio Hall Show, al igual que su presentación en TATU Club en Nueva York; mientras que en Europa fue interpretado en Des O'Connor Tonight en Reino Unido, Pop Formule en Países Bajos y Kulan en Suecia.
Fue incluido como parte del especial Here is Mariah Carey, filmado en julio de 1993 en Proctor's Theatre y lanzado en diciembre de ese año.
"Love Takes Time" fue incluido en las siguientes giras: Music Box Tour (1993) y Caution World Tour (2019).
La canción fue incluida en sus dos residencias en Las Vegas: "#1 to Infinity" (2015-2017) y "The Butterfly Returns" (2018-2020).

## Lista de pistas
EE. UU., CD sencillo (sencillo casete/sencillo 7")
1. «Love Takes Time» (Álbum Versión)
2. «Sent from up Above» (Álbum Versión)

Reino Unido, CD sencillo 5"
1. «Love Takes Time» (Álbum Versión)
2. «Vanishing» (Álbum Versión)
3. «You Need Me» (Álbum Versión)

## Posicionamiento en listas
| Lista (1990)                           | Posición más alta |
| -------------------------------------- | ----------------- |
| Alemania (Offizielle Deutsche Charts)  | 57                |
| Australia (ARIA)                       | 14                |
| Bélgica (Flandes) (Ultratop 50)        | 38                |
| Canadá (RPM Top Singles)               | 2                 |
| Estados Unidos (Billboard Hot 100)     | 1                 |
| Estados Unidos (Radio Songs)           | 1                 |
| Estados Unidos (Adult Contemporary)    | 1                 |
| Estados Unidos (Hot R&B/Hip-Hop Songs) | 1                 |
| Italia (Airplay Musica e dischi)       | 13                |
| Nueva Zelanda (Recorded Music NZ)      | 9                 |
| Países Bajos (Mega Single Top 100)     | 24                |
| Países Bajos (Dutch Top 40)            | 24                |
| Reino Unido (UK Singles Chart)         | 37                |
| Suiza (Airplay (Schweizer Hitparade)   | 15                |